# مركز علم الفيروسات والتكنولوجيا الحيوية (فيكتور)
مركز علم الفيروسات والتكنولوجيا الحيوية «فيكتور» (VECTOR)، مركز البحوث البيولوجية، ويقع في روسيا (نوفوسيبيرسك أوبلاست، كولتسوفو). يشتمل الهيكل الإداري للفيكتور ما يلي: المركز نفسه، وفرع «معهد التكنولوجيا الحيوية الطبية» في بيردسك. «فيكتور» قدمت طلباً للانضمام إلى منظمة الصحة العالمية المختبرات المرجعية لفيروس إيتش 5 (H5). «فيكتور» مشابه جدا لمراكز مكافحة الأمراض واتقائها وECBC ويشكل جزءا من نظام «Biopreparat». «فيكتور» تشارك في مشروع (التي وضعتها وزارة الخارجية الأمريكية) الذي يهدف إلى تدمير كل مخزونات فيروس الجدري.

## منجزاتها
- تطوير وإنتاج أنظمة التشخيص الطبي (تهدف إلى الكشف المبكر عن فيروس العوز المناعي البشري وHBV)
- تنظيم الإنتاج إنترفيرون ألفا
- تطوير الدواء «ridostin» (كوسيلة إلى العلاج المناعي)
- تطوير اللقاح ضد HAV (شارك في وضعها من قبل الأكاديمية الروسية للعلوم الطبية)

## وصلات خارجية
الموقع الرسمي